# 国立肖像画美術館 (アメリカ合衆国)
国立肖像画美術館（こくりつしょうぞうがびじゅつかん、英語: National Portrait Gallery）は、アメリカ合衆国のワシントンD.C.に位置する肖像画美術館である。スミソニアン博物館が管理している。有名なアメリカ人の肖像画を所蔵している。

## 歴史
国立肖像画美術館のある建物は旧特許庁の建物で、ロバート・ミルズ(Robert Mills: 1781–1855)の設計で1836年から1867年の期間に建設された。グリーク・リバイバル様式(Greek Revival style)の建物で、20世紀半ばには、ワシントンで3番目に古い建物になっていて、歴史的価値が高いことから1958年に博物館に転用されることになった。スミソニアン博物館に引き渡され、改修されて、国立肖像画美術館(National Portrait Gallery)とスミソニアン・アメリカン・アート・ミュージアム(Smithsonian Museum of American Art)が併設された。国立肖像画美術館は1962年の設立で、1968年から一般公開された。 2000年から2006年の間、大規模な改装と拡張のため閉館した。

## コレクション

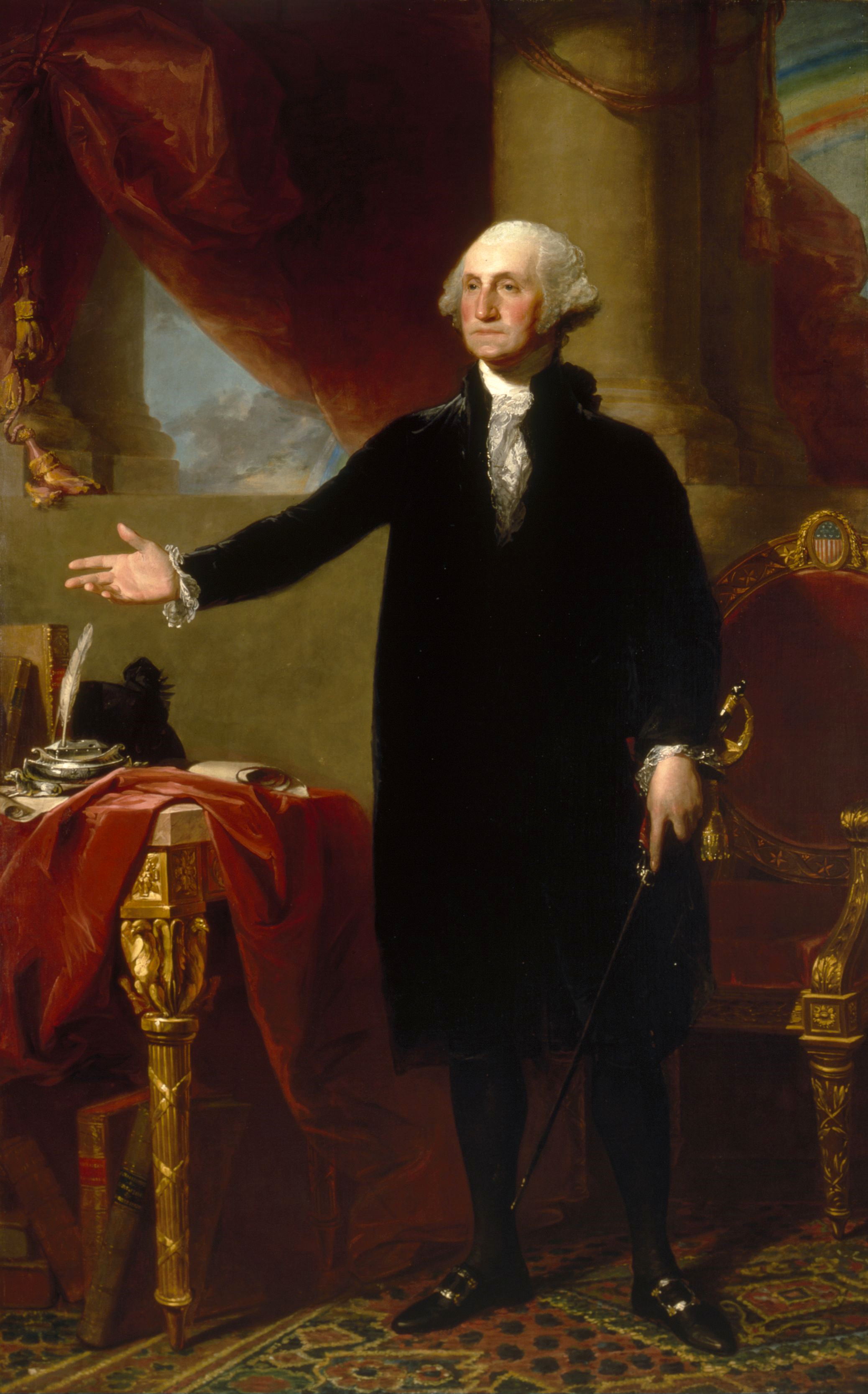
ジョージ・ワシントン (1796) ギルバート・ステュアート作
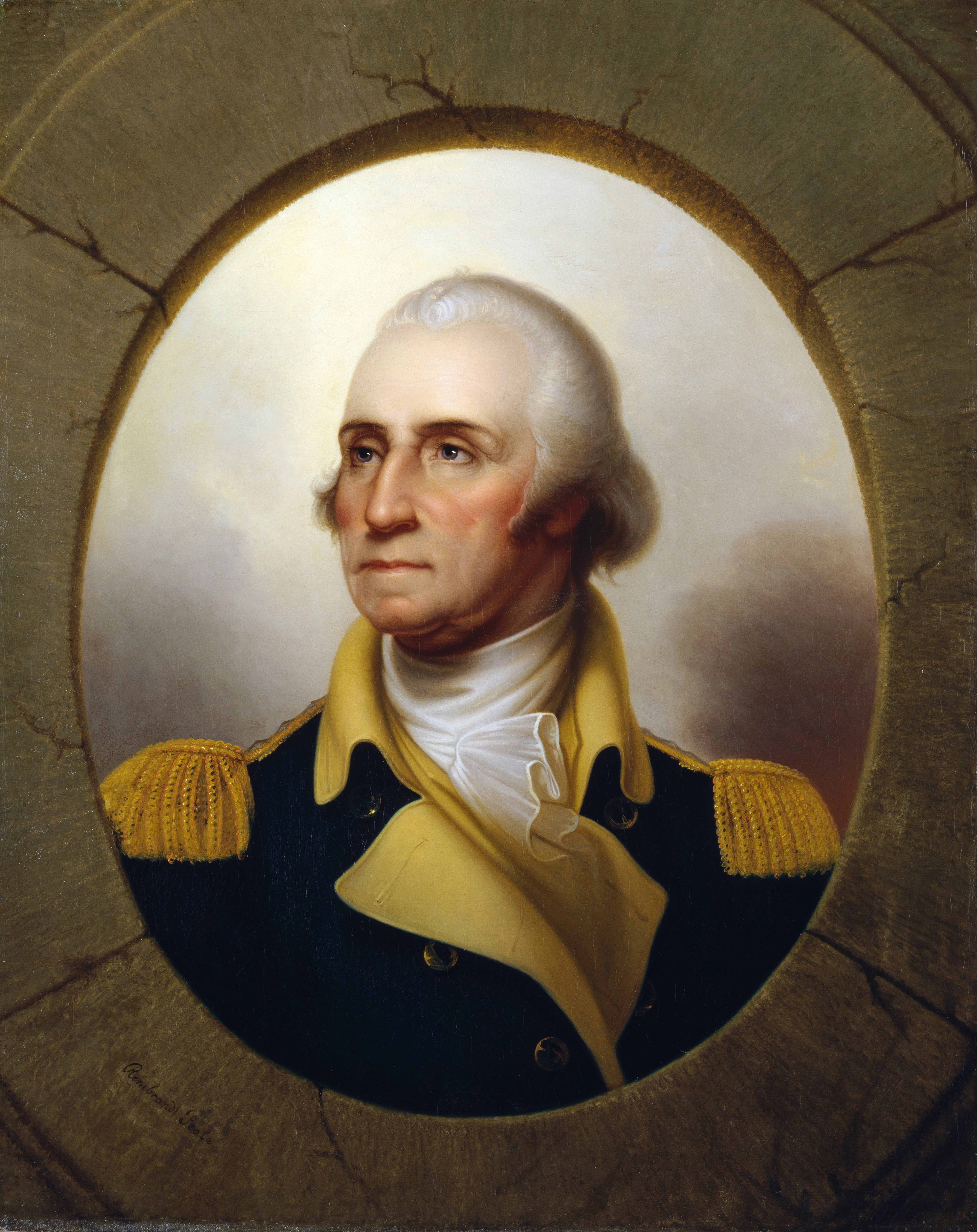
ジョージ・ワシントン (c.1853) レンブラント・ピール作
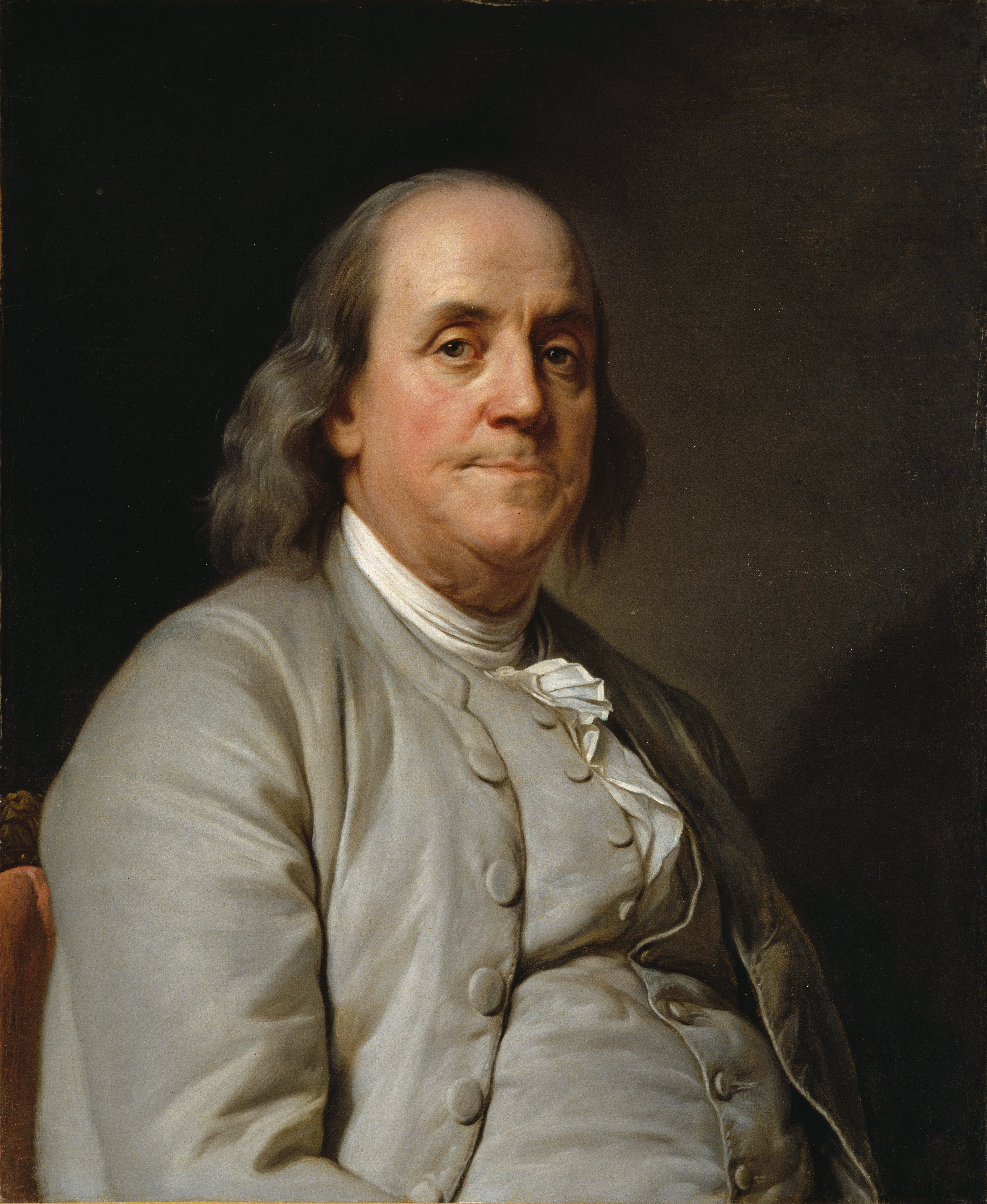
ベンジャミン・フランクリン (c.1785) ジョゼフ・デュプレシ 作
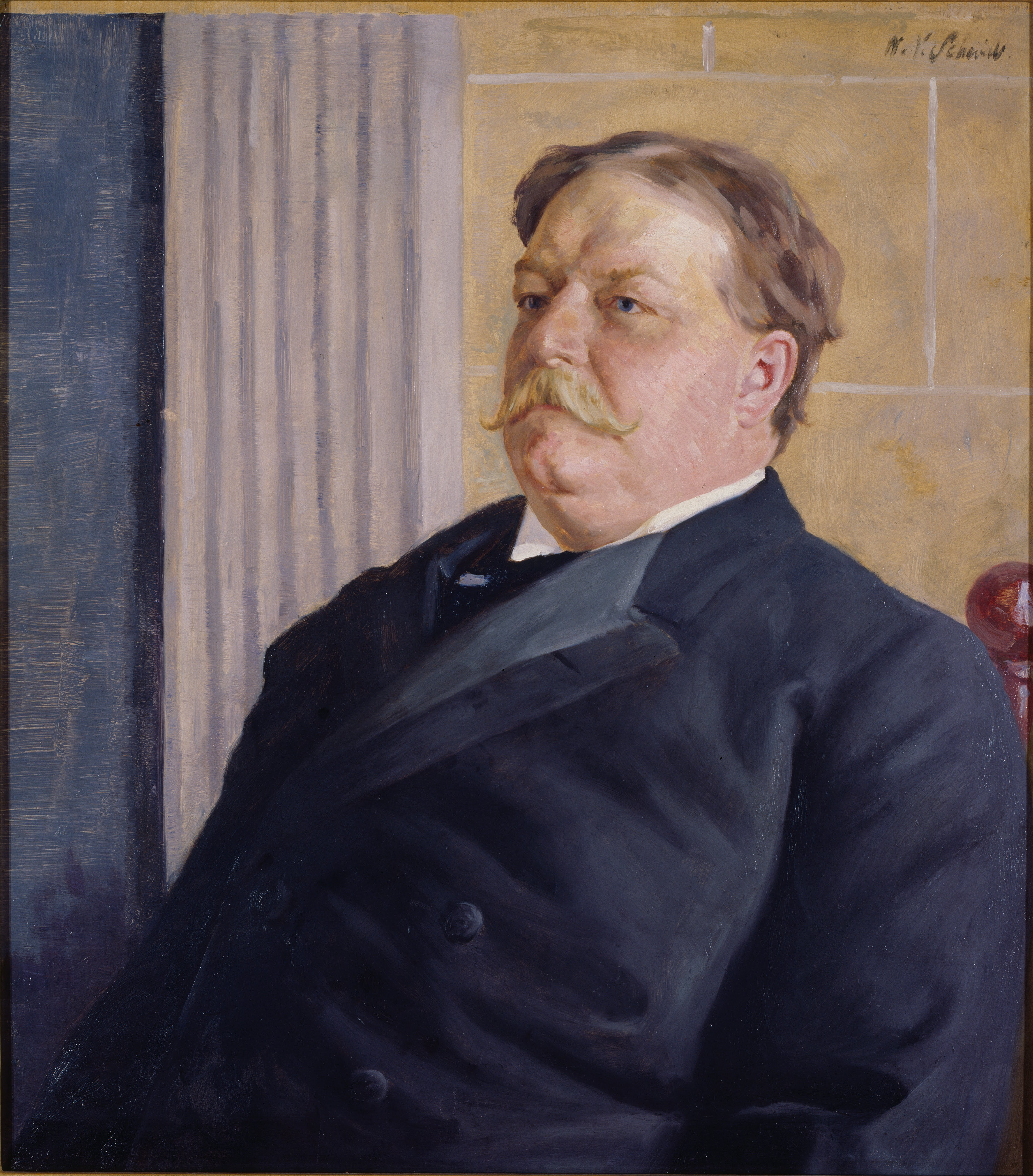
ウィリアム・タフト (1911) William Valentine Schevill 作
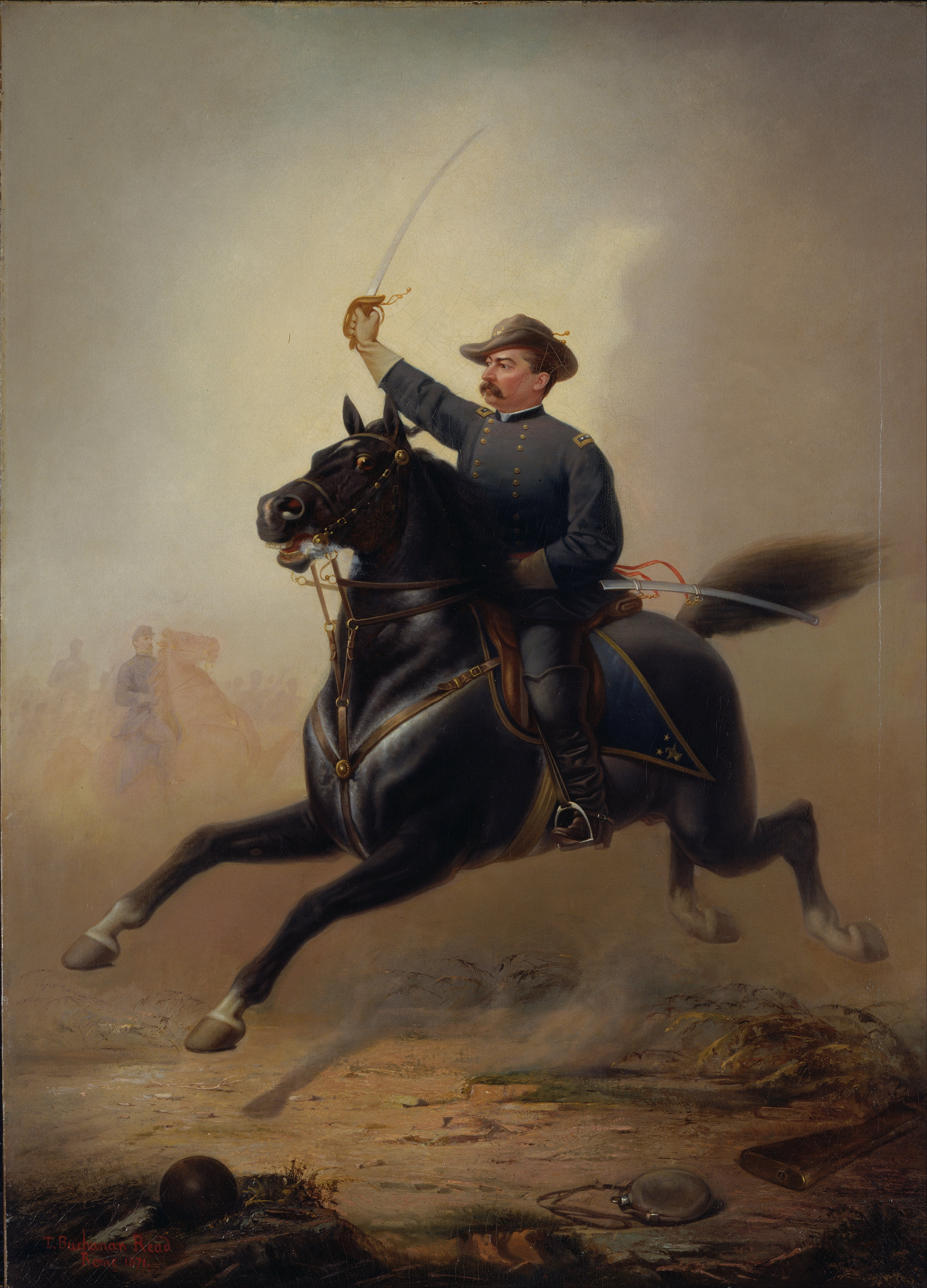
フィリップ・シェリダン (1871) トマス・ブキャナン・リード作
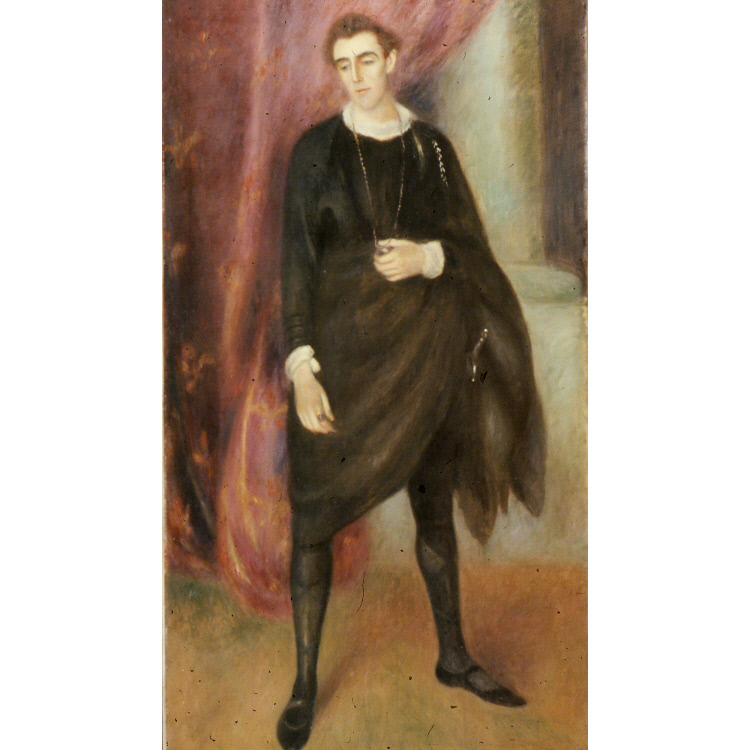
ウォルター・ハンデン(俳優) (1919) ウィリアム・グラッケンズ 作
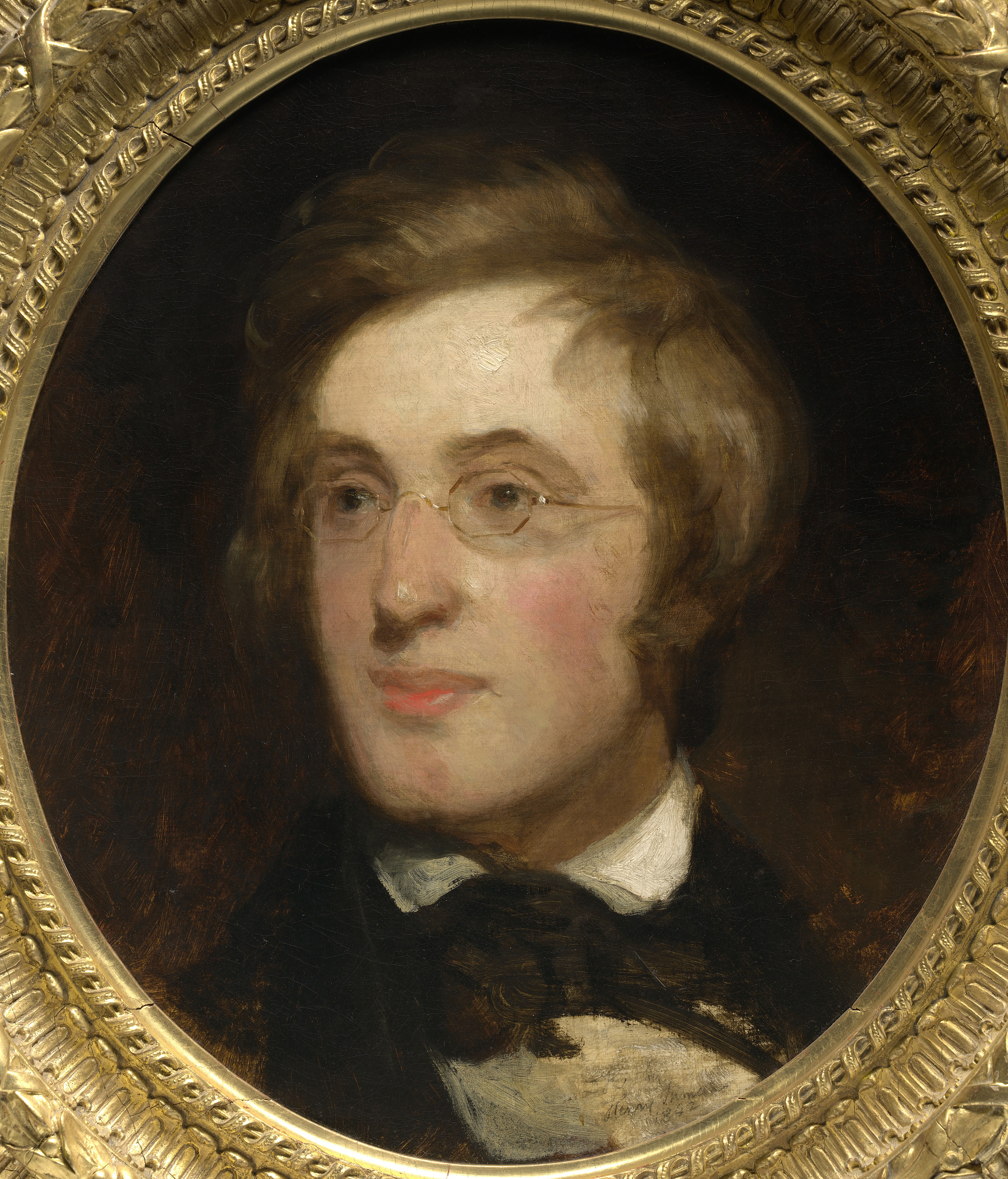
ダニエル・ハンティントン(画家)　(1842) ヘンリー・インマン 作
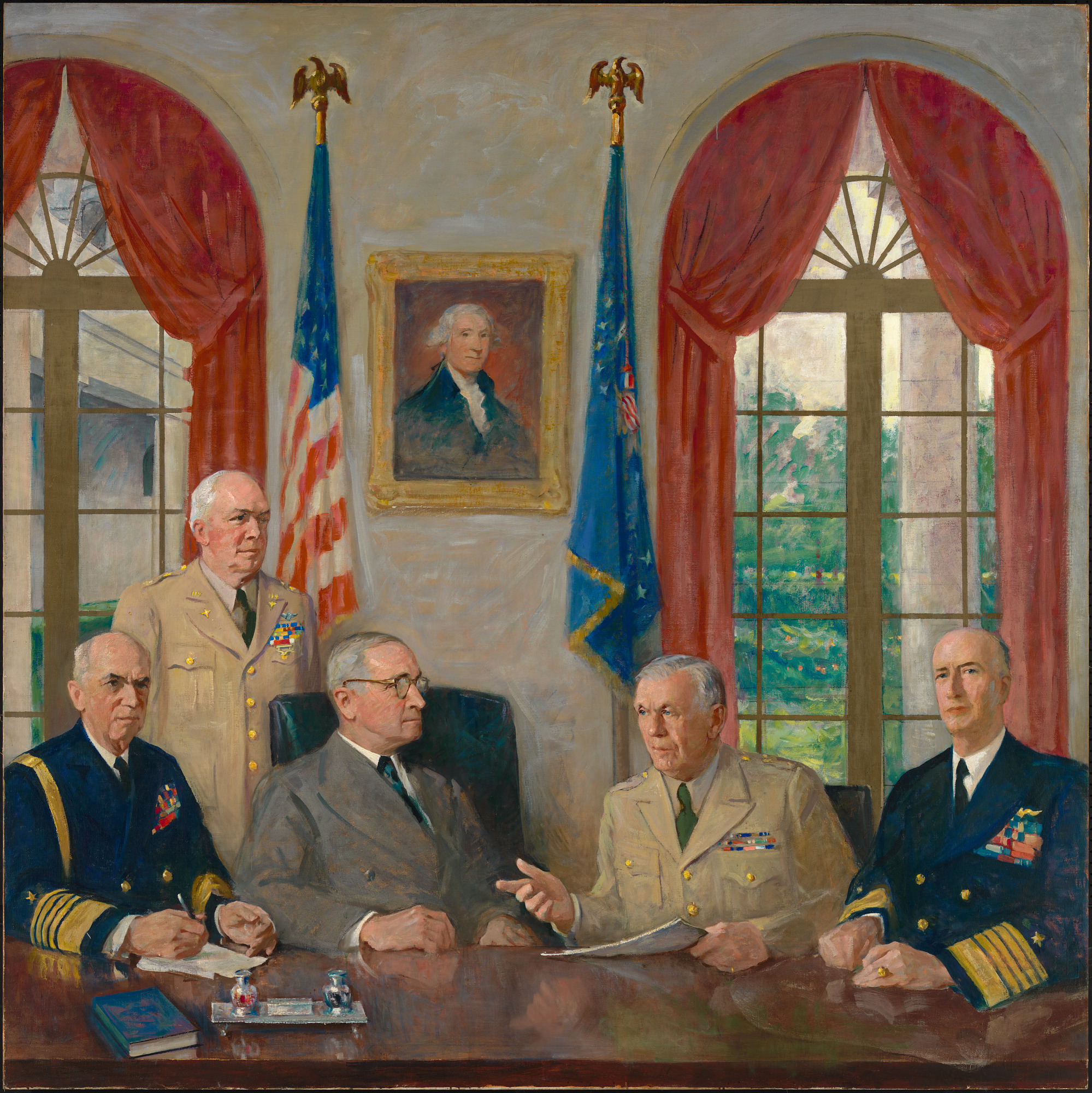
トルーマン大統領と軍事顧問たち (1949) Augustus Vincent Tack 作
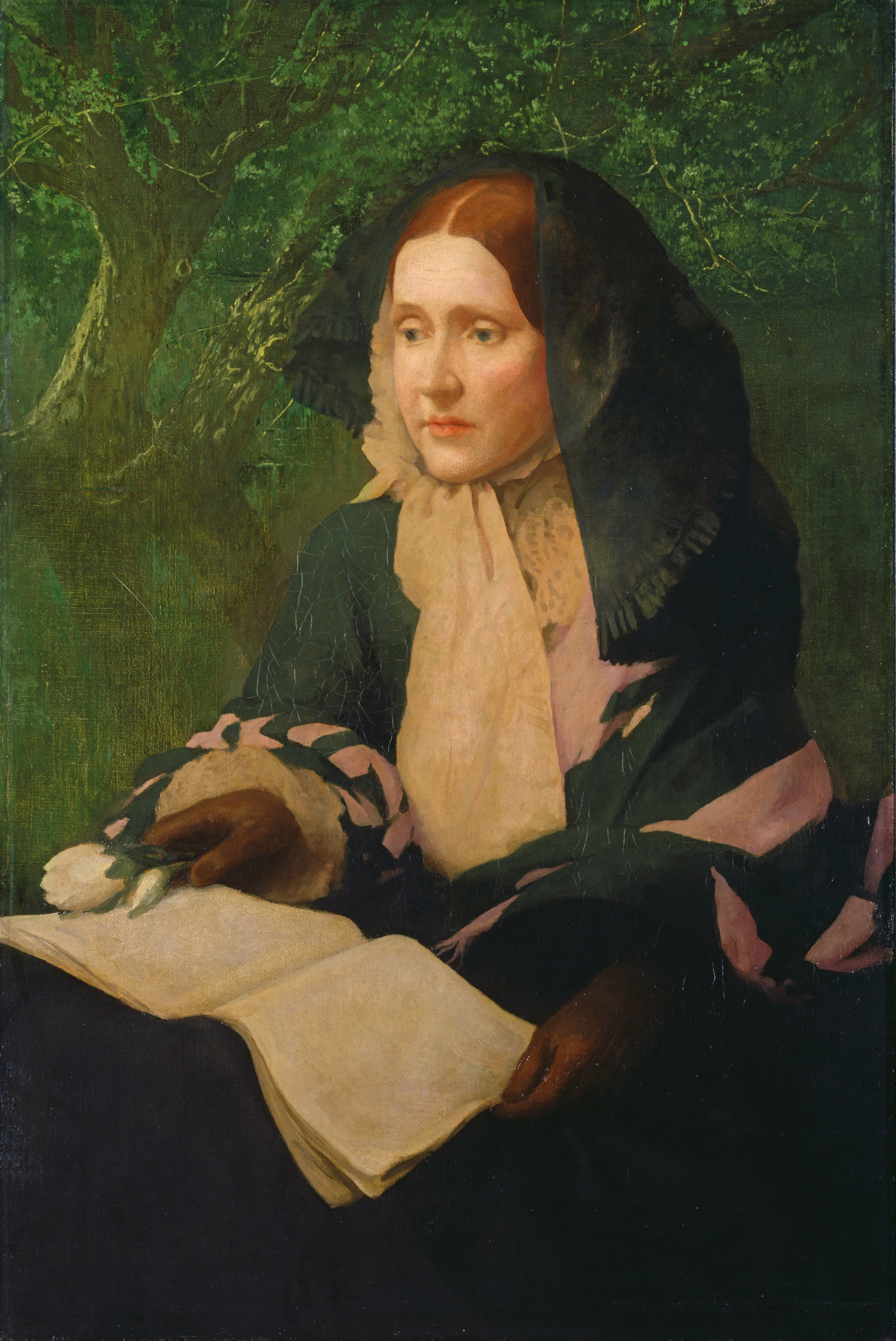
ジュリア・ウォード・ハウ ジョン・エリオット 作